# My Dear Son
Pour plus de détails, voir Fiche technique et Distribution.
My Dear Son (我要富貴, Ngo yui foo gwai) est un film dramatique hongkongais réalisé par David Chiang et sorti en 1989 à Hong Kong. Il raconte l'histoire d'un homme (Jacky Cheung) qui trouve une bonne place dans une grande entreprise et tente de cacher l'activité de chanteur de rue de son père (Bill Tung) tout en fréquentant un ami membre des triades (Lau Ching-wan).
Il totalise 2 995 161 HK$ de recettes à Hong Kong.

## Synopsis
Ho Ka-chai (Bill Tung) gagne sa vie en chantant des chansons salaces en public à Yung Shue Tau (en). Son fils aîné Peter (Jacky Cheung) obtient un emploi au service des données du groupe Lok et demande à son père d'arrêter de chanter dans la rue car il peut maintenant gagner suffisamment pour subvenir aux besoins de son père et de ses deux frères et sœurs plus jeunes, mais Ka-chai refuse et rappelle à Peter les nombreux frais de subsistance dont il aurait besoin. La veille de prendre son poste à son nouveau travail, Peter fête la nouvelle avec son ami Maddy (Lau Ching-wan), un membre des triades qui passe des marchandises en contrebande pour gagner sa vie. Il profite de la soirée pour régler un différend avec son rival Sum le grand (Ricky Wong), qui dégénère en bagarre de gangs dont sont témoins Peter et son amie d'enfance Fung (Maggie Cheung). Peter arrive à son nouveau travail le lendemain et son père lui rend visite à l'heure du déjeuner tout en se présentant à ses collègues dont l'une, Jenny, reconnait le chanteur de rue, ce qui nuit à l'estime de soi de Peter.
Alors que son patron Martin (Wong Wan-choi) insiste sur la façon la plus rapide de fabriquer des conserves pour vendre une quantité importante de petits pois, Peter lui rappelle la disponibilité de fer-blanc inutilisés achetés par le groupe Lok depuis 1985, ce qui impressionne son patron. Martin amène Peter dans une boîte de nuit où il est présenté au PDG M. Chun (Paul Chun), et à la sœur cadette de ce-dernier, Petty (Kathy Chow (en)), qui boit et danse avec Peter jusqu'à ce qu'elle soit interrompue par Fung, complètement ivre, qui travaille comme serveuse dans le bar, et qui la ramène à la maison. Peter retourne ensuite au bar après le départ de ses patrons, mais Petty l'emmène faire un tour dans son cabriolet et ils se font braqués mais parviennent à prendre la fuite, ce que Petty considère comme une expérience passionnante. Le lendemain, elle prête son cabriolet à Peter, ce qui est remarqué par Ka-chai et Fung, et qu'il utilise pour emmener en balade ses jeunes frères et sœurs. Le soir venu, Petty amène Peter à un dîner de la haute société pour célébrer l'anniversaire d'un vieil ami. Quand Peter voit les prix sur le menu, il appelle son père pour amener de l'argent et celui-ci arrive au restaurant avec son ami Oncle Min (Cheng Gwan-min (en)) en smokings et s'occupe de l'addition de Peter tout en lui mentant en disant que Min a gagné à la loterie.
Le lendemain, Peter arrive chez lui fatigué après avoir négocié pour le groupe Lok pour le rachat d'un appartement dont Maddy a réglé le problème en intimant le locataire avec son gang. Peter impressionne Chun et Martin qui l'amènent à dîner mais Ka-chai arrive au groupe Lok. Il se présente à eux en les invitant à venir fêter l'anniversaire de son fils dans une boîte de nuit, où il chante une chanson pour son fils, mais les frères et sœurs de Peter révèlent involontairement le métier de leur père, ce qui déplaît à Chun. Pire encore, celui-ci voit également sa sœur et Peter s'embrasser lors d'une danse. Le lendemain, Martin avertit Peter de rester loin de Petty, qui débarque en coup de vent dans le bureau pour l'amener à l'anniversaire d'un ami, avant de passer chez elle pour récupérer son cadeau. Petty refuse de croire aux accusations de son frère jusqu'à ce qu'il l'amène voir Ka-chai interpréter une chanson salace à Yung Shue Tau et elle rompt avec Peter alors que Chun insulte Ka-chai. Peter reçoit également un appel de Martin l'informant de son licenciement une fois arrivé chez lui et se dispute violemment avec son père pour ne pas avoir écouté sa suggestion d'arrêter son travail tandis que Ka-chai soutient que n'importe qui peut le mépriser sauf Peter ayant été élevé grâce à l'argent qui provenait de ces chansons.
Fung et Maddy accompagnent ensuite Peter dans une boîte de nuit où Chun et Martin débarquent aussi. Peter essaie de plaider sa cause auprès de Chun pour retrouver son travail, mais Chun se moque de lui. Peter et Maddy se confrontent ensuite à Chun dans les toilettes où Peter parvient à intimer Chun sans dire un mot, mais épargne finalement Chun qui a peur. Peter se saoule alors et est ramené chez lui par Maddy et Fung qui prend soin de lui. Plus tard, Peter décide de rejoindre le gang de Maddy. Lors d'un affrontement contre Sum le grand et son gang, il tabasse brutalement les adversaires de Sum, à la grande surprise de Maddy. Peter se réfugie ensuite dans une boutique de télévision avec Maddy mais est capturé par les hommes de Sum. Ce-dernier lui demande de travailler pour lui, mais Peter refuse et le frappe puis le traîne par la vitre de sa voiture pendant qu'il conduit.
Tout en répartissant les bénéfices de son gang, Maddy montre à Peter un pistolet qu'il a acquis en Chine. Avec l'argent qu'il a gagné grâce à la contrebande, Peter achète des cadeaux à son père et ses frères et sœurs, mais Ka-chai les refuse car ils ont été gagnés par des moyens illégaux et sermonne son fils. Plus tard, Sum le grand et son gang saccagent le stand de chanteur de rue de Ka-chai pour faire venir Peter, qui se bat aux côtés de Maddy. Mais Sum blesse sévèrement le jeune frère de Peter et taillade Fung dans le dos. Celle-ci meurt de ses blessures à l'hôpital tout en aidant Peter et Ka-chai à se réconcilier. Lorsque Peter et Maddy partent pour se venger, ils sont pris en embuscade par Sum et son gang dans laquelle Maddy est tué. Ka-chai arrive ensuite à l'entrepôt de Sum pour le supplier d'épargner son fils, mais Sum l'oblige à avaler un poisson rouge vivant et à le recracher vivant. Ka-chai réussit et Sum fait semblant d'accepter sa demande mais le pousse dans les escaliers et le frappe. Peter arrive ensuite et tire sur Sum et quelques-uns de ses hommes avec le pistolet qu'il a récupéré chez Maddy, mais Ka-chai tente de l'empêcher de tuer Sum, qui le tient alors en otage. Peter réussit à s'emparer de l'arme de Sum et le tue. Alors que la police arrive, Ka-chai reprend le pistolet des mains de Peter et tire un dernier coup sur Sum devant les policiers afin de couvrir son fils et est arrêté. Alors que Ka-chai est derrière les barreaux, Peter reprend l'activité de son père en chantant des chansons salaces et s'occupe de ses frères et sœurs plus jeunes.

## Fiche technique
- Titre original : 我要富貴
- Titre international : My Dear Son
- Réalisation : David Chiang
- Scénario : Hau Chi-keung
- Musique : Danny Chung et Tang Siu-lam
- Photographie : Yee Tung-lung
- Montage : Ma Chung-yiu, A Chik et Jacky Leung
- Production : Alan Tang
- Société de production et de distribution : In-Gear Film Production (en)
- Pays d'origine :  Hong Kong
- Langue : cantonais
- Genre : drame et film de gangsters
- Durée : 92 minutes
- Date de sortie :
  -  Hong Kong : 25 mai 1989

## Distribution
- Jacky Cheung : Peter Ho
- Bill Tung : Ho Ka-chai
- Maggie Cheung : Chow Fung
- Lau Ching-wan : Maddy
- Kathy Chow (en) : Petty Chun
- Paul Chun : Mr Chun
- Wong Wan-choi : Martin Ma
- Ricky Wong : Sum le grand
- Dion Lam (en) : un voyou
- Ngai Tim-choi : un voyou
- Paco Yik : un voyou
- Kelvin Wong
- Cheng Gwan-min (en) : Oncle Min
- Leung Chun-kit
- Jeffrey Ho
- Law Ching-ho : un serveur
- Tse Wai-kit
- So Siu-shing
- Wong Chi-wai : un voyou
- Jackson Ng : un voyou
- Pong Keung-fai : le médecin
- Chang Sing-kwong : un voyou
- Lam Foo-wai : un voyou
- Wong Mei-hsing
- Wat Bo-yin
- Fung Wai-ping
- Tang Chiu-yau : un voyou
- Lee Yiu-king : un voyou
- Derek Kok (en) : un voyou
- Peter Kwok : un commis de bureau
- Wong Wai-fai : un voyou

## Thème musical
Le thème musical du film est une reprise de la chanson Counting Balls (數波波), composée par Drunk Snake, écrite par Leung San-yan et chantée à l'origine par Wan Kwong (en). Bill Tung chante la chanson pour le générique d'ouverture tandis que Jacky Cheung la chante pour le générique de fin.